# Ludwik René

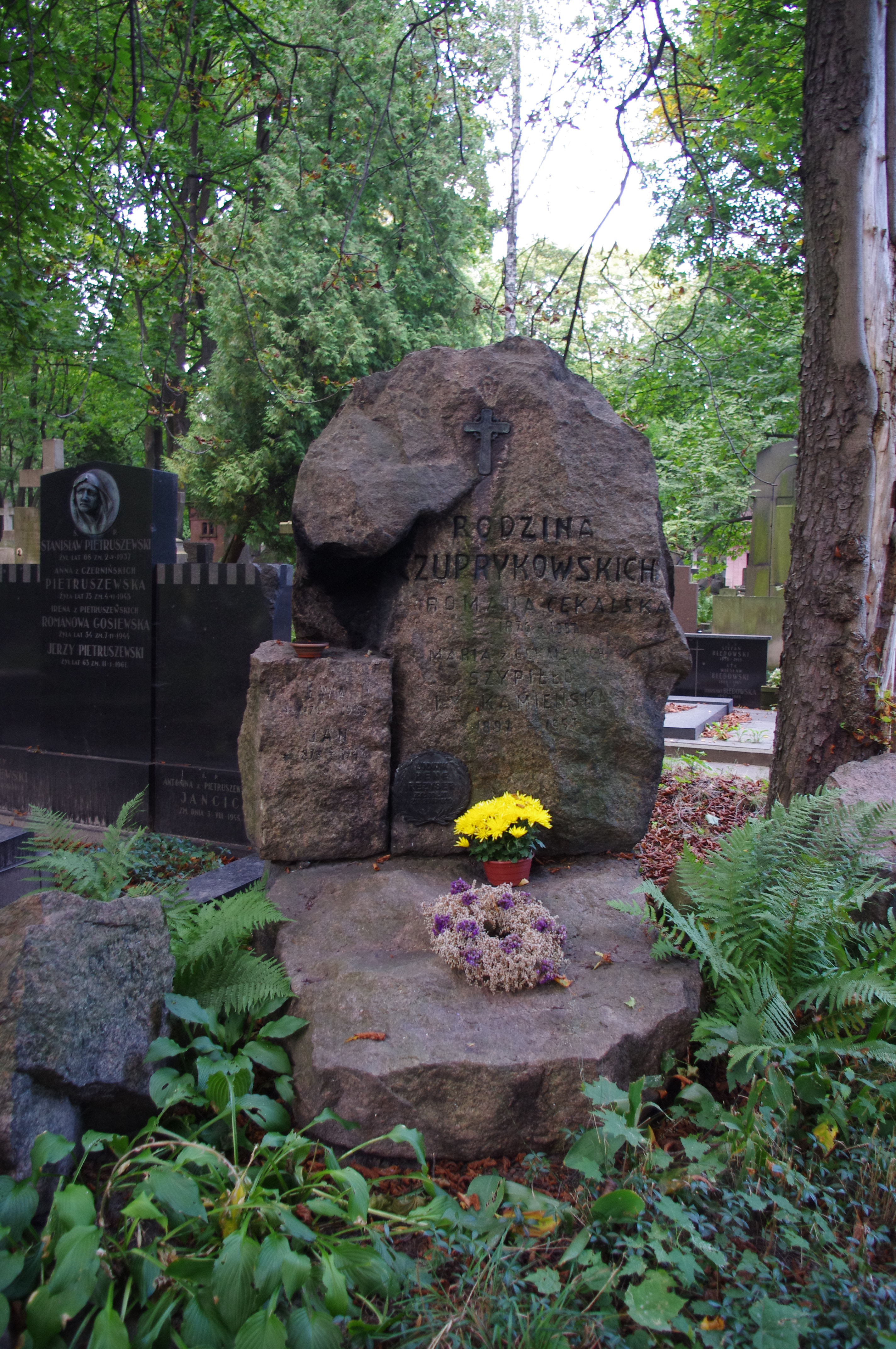
Grób reżysera Ludwika René na cmentarzu Powązkowskim w Warszawie

Ludwik René (ur. 28 sierpnia 1914 w Białej Podlaskiej, zm. 25 kwietnia 1999 w Warszawie) – polski reżyser teatralny i telewizyjny.

## Życiorys
Syn Marka. Ukończył w roku 1949 Państwową Wyższą Szkołę Teatralną w Łodzi. Pracował w łódzkim Teatrze Wojska Polskiego. W latach 1949–1950 był asystentem Leona Schillera w Teatrze Polskim w Warszawie, a następnie został kierownikiem artystycznym Teatru Ateneum w Warszawie. Od 1950 roku należał do PZPR. Od roku 1952 przeniósł się do Teatru Domu Wojska Polskiego przemianowanego następnie na Teatr Dramatyczny. W latach 1975–1981 był wykładowcą Państwowej Wyższej Szkoły Teatralnej w Warszawie.
Początkowo reżyserował sztuki z repertuaru socrealistycznego. Od połowy lat 50. reżyserował sztuki autorów zachodnich, w tym Bertolta Brechta, Eugene’a Ionesco, Friedricha Dürrenmatta, Arthura Millera, Jeana Paula Sartre’a i Maxa Frischa.
Reżyserował też przedstawienia operowe, jak „Juliusza Cezara” Georga Friedricha Haendla i „Koronację Poppei” Claudio Monteverdiego w Teatrze Wielkim w Warszawie oraz „Króla Rogera” Karola Szymanowskiego w Operze Śląskiej w Bytomiu.
Dla Teatru Telewizji wyreżyserował m.in. „Cyda” Pierre’a Corneille’a, „Wiele hałasu o nic” Williama Szekspira (1964) i „Elektrę” Jeana Giraudoux.
Zmarł w Warszawie, spoczął na cmentarzu Powązkowskim (kwatera 95-6-29,30).

## Ordery i odznaczenia
- Order Sztandaru Pracy II klasy (1977)[2]
- Krzyż Oficerski Orderu Odrodzenia Polski (1959)
- Krzyż Kawalerski Orderu Odrodzenia Polski (31 stycznia 1953)[1]
- Medal 30-lecia Polski Ludowej (1964)
- Medal 10-lecia Polski Ludowej (1954)[4].

## Nagrody
- nagroda III stopnia na I Festiwalu Sztuk Rosyjskich i Radzieckich w Katowicach za reżyserię Młodej gwardii Aleksandra Fadiejewa w Teatrze Wojska Polskiego w Łodzi (1949)
- Państwowa Nagroda Artystyczna III stopnia (zespołową) za reżyserię sztuki Sprawa Pawła Eszteraga Sandora Gergelyego w Państwowym Teatrze Kameralnym w Warszawie (1950)[5]
- Nagroda Komitetu ds. Polskiego Radia i Telewizji (1960)
- Nagroda Komitetu ds. Polskiego Radia i Telewizji (1965)
- Nagroda Komitetu ds. Polskiego Radia i Telewizji za osiągnięcia w dziedzinie reżyserii spektakli Teatru Telewizji (1968)
- Nagroda im. Tadeusza Boya- Żeleńskiego (1969)
- Nagroda Stołecznej Rady Narodowej za upowszechnianie kultury (1970)
- Nagroda Ministra Kultury i Sztuki I stopnia za całokształt twórczości reżyserskiej (1973)
- śląska Złota Maska za reżyserię i inscenizację Króla Rogera Karola Szymanowskiego w Operze Śląskiej w Bytomiu (1981)[4].